# Бивак (фильм)
«Бива́к» (фр. Le Bivouac) — немой короткометражный, документальный фильм Жоржа Мельеса. Премьера состоялась во Франции в 1896 году. Картина считается утерянной.